# Gökşin Sipahioğlu
Pour les articles homonymes, voir Sipahioglu.
Gökşin Sipahioğlu (prononcé [gœkʃin sipahio:'ɫu], né à İzmir le 28 décembre 1926 et mort à Neuilly-sur-Seine le 5 octobre 2011,, est un photographe de guerre, directeur d’agence de presse et grand reporter turc. Il est célèbre pour avoir fondé en 1973, l’agence Sipa Press.

## Biographie

### Une jeunesse sportive
Son père faisait partie de la garde rapprochée de Mustafa Kemal Atatürk.
Gökşin Sipahioğlu naît à İzmir, en Turquie, le 28 décembre 1926. Il étudie au lycée français Saint-Joseph d’Istanbul, puis le journalisme à l’université d’Istanbul. Le jeune homme, qui mesure 1,90 m, se lance dans le basket-ball. En 1950 il fonde son propre club, le Kadiköyspor à Istanbul, qui deviendra l’Efes Pilsen İstanbul,, devient capitaine et joueur international.

### Une carrière journalistique en Turquie
Gökşin Sipahioğlu commence sa carrière de journaliste en 1952 au quotidien turc İstanbul Ekspres au service des sports. Il en devient rédacteur en chef en 1954.
Son premier reportage-photo en 1956 l’amène à couvrir la crise du canal de Suez. En 1957 il fonde le quotidien Yeni Gazete, y donnant une large place à la photographie.
En 1960 il devient directeur général du quotidien turc politique Vatan, et parvient à faire tripler les ventes en publiant le journal le soir. Il quitte Vatan en 1961 lors d’une restructuration du quotidien et devient reporter indépendant.
Il se distingue tout de suite par des scoops : en 1961, il profite d’un match de foot pour entrer en Albanie communiste, alors complètement fermée au monde extérieur. Son reportage qui montre en photos les nouveaux conseillers chinois qui ont succédé aux conseillers soviétiques est publié dans les plus grands journaux occidentaux.
En 1962, il entre clandestinement à Cuba bloquée par l’embargo américain pendant la crise des missiles, déguisé en marin dans un bateau turc. Sur place, il parvient à photographier des missiles russes pointés vers les États-Unis. Son reportage, distribué par Associated Press, fait la « une » de 40 journaux américains.
Il entre comme grand reporter au quotidien turc Hürriyet en 1962. En 1965 il fait un grand reportage dans la Chine de Mao.
Gökşin Sipahioğlu s’essaie aussi à la politique, mais essuie un échec aux législatives turques.

### L’arrivée à Paris
Correspondant d’Hürriyet, Gökşin Sipahioğlu arrive à Paris en 1966. Il couvre les événements de Mai 68, mais  reçoit une grenade au visage et perd trois dents.
En 1968, toujours officiellement basé à Paris, il saute dans sa Mustang décapotable rouge lorsqu’il entend les premières nouvelles de la répression du Printemps de Prague. Sur la route de nuit, il percute un char soviétique dont un phare est cassé. Il sympathise avec les soldats soviétiques qui sont Azéris et parlent turc. Les soldats acceptent de remorquer sa décapotable écrasée, et Göksin Sipahioğlu peut alors couvrir l’entrée des chars dans Prague de la tourelle du tank.

### La fondation de Sipa Press
En 1969, Gökşin Sipahioğlu crée sa propre agence dans un studio de 16 m2 loué sur les Champs-Élysées à Fernand Raynaud. Les films sont développés dans les toilettes. Sipa, abréviation de son propre nom de famille, naît officiellement en 1973, à Paris. L’agence s’installe rue du Berri, où le bricolage continue : quand l’électricité est coupée, le patron fait tirer des rallonges pour brancher les agrandisseurs et les machines à écrire dans le couloir. Une anecdote, véridique ou non, résume le management selon Gökşin : un jour, par manque d’argent, il aurait pris celui de la machine à café pour envoyer un photographe faire un reportage à l’étranger.
Paternaliste, Gökşin Sipahioğlu tutoie tout le monde à l’agence Sipa, et tous ses employés l’appellent par son prénom. Il donne leur chance aux jeunes photographes, même quand il s’agit du plombier de l’agence, Eric Hadj, apportant un reportage sur les banlieues. Il a découvert de nombreux photographes talentueux : Abbas, Alexandra Boulat, Patrick Chauvel, Luc Delahaye, Reza, Albert Facelly, Peter Howe, Olivier Jobard, Alain Mingan, Yan Morvan, Pierre Villard, Françoise de Mulder, Patrick Robert, Michel Setboun, Christine Spengler, Alfred Yaghobzadeh.

### L’âge d’or
Gökşin Sipahioğlu est un homme de scoops et de coups : de 1975 à 2000, les photos de Sipa Press font souvent la une de Paris Match, de VSD, et du Figaro Magazine, profitant de la concurrence entre les magazines pour faire monter les prix. Les affaires sont florissantes. Lors de l’invasion de Chypre en 1974, il distribue 150 appareils photo jetables aux soldats de l’armée turque pour récupérer des images exclusives.
Durant ces temps héroïques du photojournalisme Sipa Press est une des trois premières agences photo du monde, envoyant des reporters sur tout le globe. En 1989 l’agence s’installe dans d’imposants bureaux de 8 000 m2 boulevard Murat dans le XVIe arrondissement.

### La vente de Sipa Press
Dans les années 2000, la montée des agences filaires AFP, Reuters, AP qui ne se contentent plus de fournir les quotidiens suivant le pacte implicite en cours jusque-là (aux filaires les quotidiens, aux agences magazines comme Sipa les magazines), la crise de la presse, le virage numérique nécessaire mais trop coûteux, font vaciller les agences photo, mais Göksin s’adapte, donnant une place plus importante aux photos lucratives de gens célèbres, signant des contrats avec les émissions de télé-réalité.
Gökşin Sipahioğlu refuse pendant des années de vendre Sipa Press malgré des offres mirifiques de Corbis (22 millions de dollars) et Getty (14 millions de dollars). Il doit finalement s’y résoudre en 2001, et cède l’agence, déficitaire, à Sud Communication, propriété de Pierre Fabre. Il reste président de Sipa Press jusqu’en 2003. Sud communication revend Sipa Press en 2011 à l’agence allemande DAPD, qui a licencié les deux tiers des photographes et a annoncé sa volonté de transformer Sipa en agence généraliste (texte et photos).

### Décès
Gökşin Sipahioğlu meurt à l’âge de 84 ans le 5 octobre 2011 à l’hôpital américain de Paris. Il est enterré à Istanbul le 10 octobre 2011. La profession lui rend un hommage le 13 octobre 2011 au théâtre de l’Odéon, à Paris, en présence de plus de 700 personnes.

## Décorations
- Chevalier des Arts et des Lettres en 1994
- Officier des Arts et des Lettres, décoration remise par le ministre de la Culture Renaud Donnedieu de Vabres en 2004.
- Chevalier de la Légion d’honneur, décoration remise par le président Jacques Chirac en 2007.